# تشارلز جيرارد
تشارلز جيرارد (بالفرنسية: Charles Frédéric Girard )‏ (و. 1822 – 1895 م) هو أحيائي، وعالم حيواني، وعالم أسماك، وعالم زواحف، من فرنسا، ولد في ميلوز، توفي في نويي-سور-سين، عن عمر يناهز 73 عاماً.

## مناصب وهيئات
أدار جامعة هارفارد.